# Geraldo de Aurillac
San Geraldo de Orlhac, también Guiral, Giraldo o Gerardo (del francés: Géraud d'Aurillac) (castillo de San Esteban, Aurillac, 855-6 - Cézens o Saint-Cirges, 909-18) fue un noble francés, fundador de la Abadía de Saint-Géraud d'Aurillac. Es venerado como santo por la Iglesia católica y por la Iglesia ortodoxa, y es tenido como modelo de caballero cristiano que renunció a sus bienes por la fe y la justicia.

## Biografía
Geraldo nació en 856 y era el heredero del conde Geraldo, señor de Aurillac, de origen merovingio, y de Adeltruda, de origen carolingio. Recibió la educación adecuada para su condición: armas, caballería, caza, etc. De salud débil, también aprendió gramática, canto, derecho romano y las Santas Escrituras, ya que la familia era muy religiosa. Los eclesiásticos que frecuentaban el palacio de la familia se sorprendieron de los conocimientos que tenía.
A la muerte de su padre, Geraldo se convirtió en señor de un gran territorio en la Rouergue: se encargó de la justicia, que no quiso delegar, y se hizo famoso por ejercerla con equidad. Quiso proteger a sus súbditos y se puso al mando de las tropas en la lucha contra los bandoleros y las bandas armadas que atacaban a los campesinos. 
Quiso hacerse religioso, pero el obispo de Cahors, Geusberto, le persuadió para que no lo hiciera, ya que, debido a su posición social, podría ser más úitl continuando como señor que como monje. Llevó una vida evangélica y volcada en la devoción: dedicaba a la oración diversas horas al día, hizo caridad, liberaba siervos y les daba tierras y en las guerras intentaba evitar la violencia gratuita. No quiso casarse ni dejar el celibato, aunque Guillermo I de Aquitania quería que desposara a su hija.

### Fundación de la abadía
Hacia 885 fundó una abadía en Orlhac, a la que cedió, en un testamento de 898, todas sus posesiones. La conferió la Regla de San Benito, según la reforma de Benito de Aniane. Rechazó la oferta de protección de la abadía que le dio Guillermo de Aquitania ya que Gerardo quería que la abadía fuese autónoma y no tuviera vínculos con los señores feudales ni eclesiásticos: por eso la puso bajo protección directa del papa y del rey, que dieron a la fundación diplomas de inmunidad. Por eso, el abad de Aurillac llevaba mitra y báculo y tenía el título de conde.
Al final de su vida, Geraldo se quedó ciego. Sufrió problemas en la construcción del edificio de la abadía, que tenía de reconstruirse por defectos en el primer edificio, y porque los monjes que hizo venir de Vabres no parecían muy predispuestos.

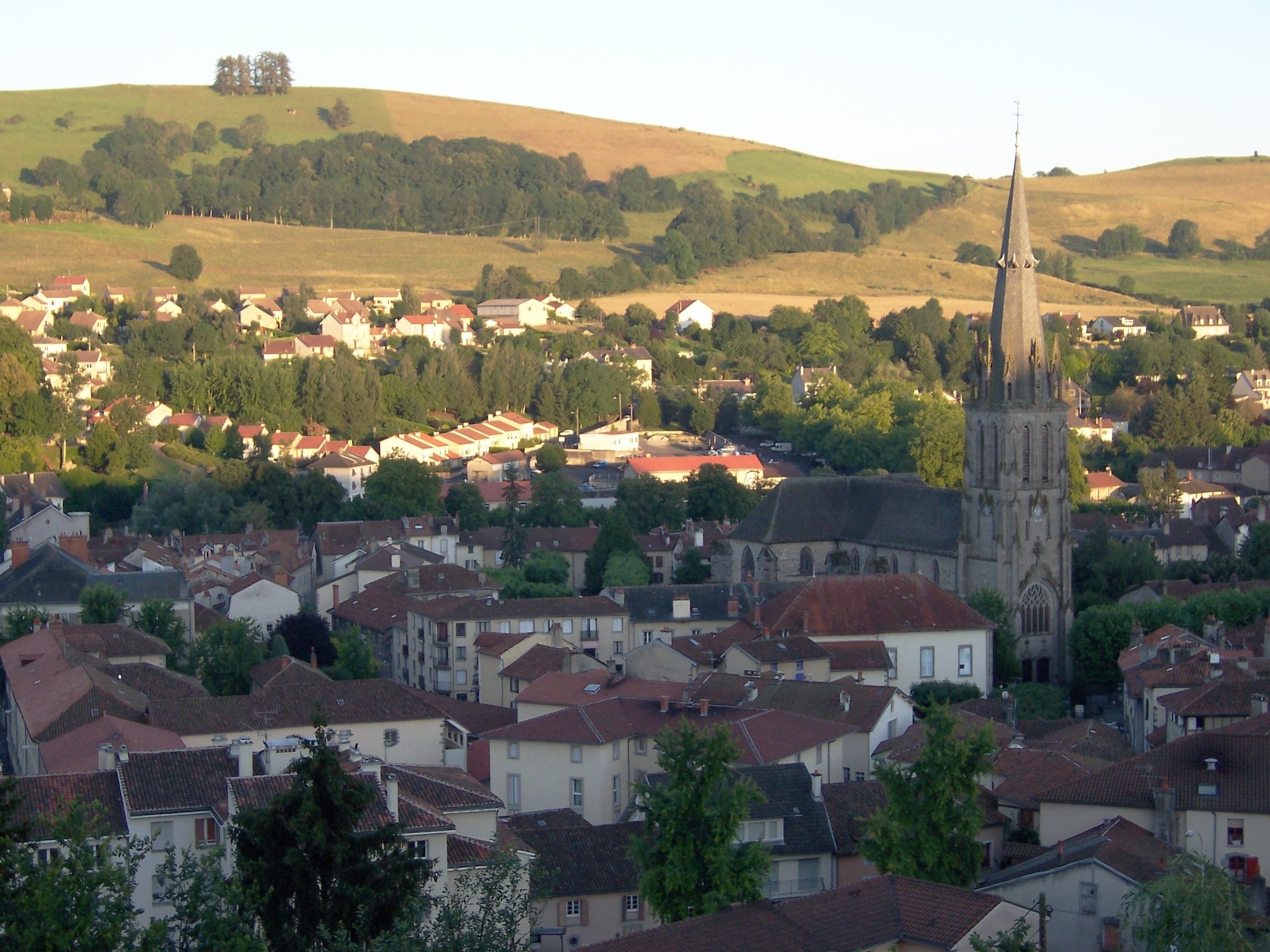
Orlhac, en la iglesia de S. Guerau, antigua iglesia abacial, donde fue enterrado el fundador
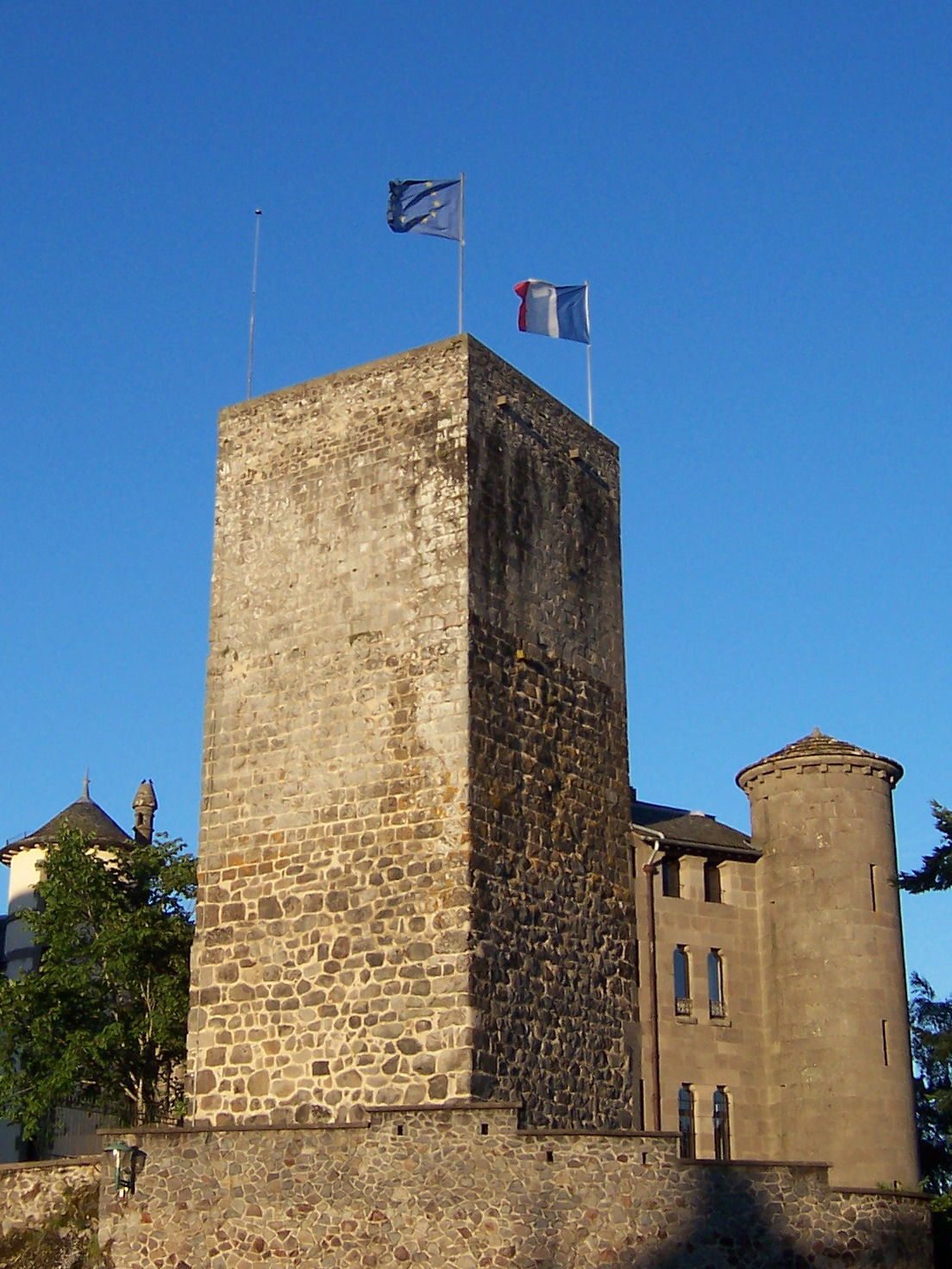
Castillo de Aurillac, donde nació Geraldo
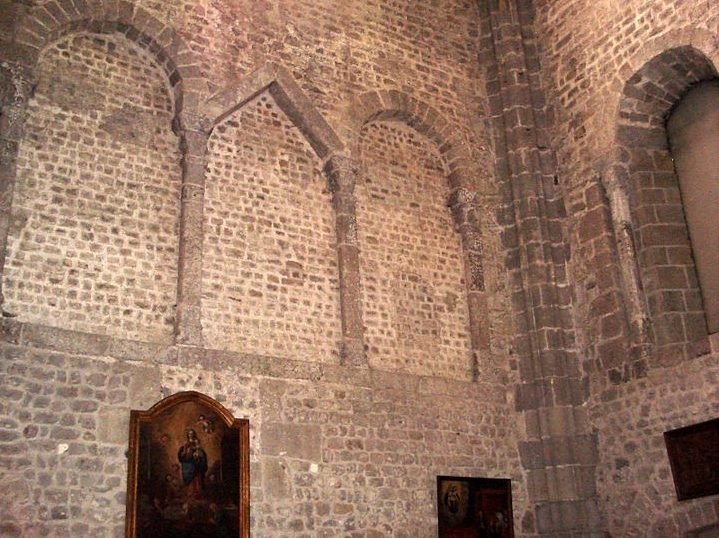
Interior de la iglesia de Aurillac

Ya en España podemos encontrar una hospedería con el nombre de San Giraldo de Aurillac en la población de O Cebreiro en la provincia de Lugo, en Galicia donde se acoge a los peregrinos que realizan el Camino de Santiago, concretamente el camino francés. Alfonso VI en 1072 fundó y concedió este hospital y hospedería a los monjes cluniacenses de la Abadía de San Giraldo de Aurillac. Tuvo una gran relevancia a través de la historia, sobre todo desde la consolidación del Camino Francés como principal ruta de peregrinación. Sucesivas donaciones y privilegios reales favorecieron en la Edad Media el mantenimiento del hospital. Así lo hicieron monarcas como el propio Alfonso VI, Alfonso VII, Fernando II y Alfonso IX. 
En 1486 los Reyes Católicos, que pasaron por el lugar con motivo de una peregrinación a Compostela, aprovecharon para tomar varias medidas de reforzamiento de la economía de este centro, al tiempo que lo desagregaron de la abadía de San Giraldo, con la que apenas tenía ya contactos. Lo hicieron pasar a depender de los benedictinos de Valladolid.
La Desamortización (siglo XIX) agravará de forma definitiva la crisis que San Giraldo venía padeciendo como consecuencia de la casi total desaparición de las peregrinaciones y el abandono del lugar. La decadencia será completa hasta que a principios de los años sesenta del siglo XX, a la luz del incipiente renacimiento del Camino Francés, se inician las obras de reconstrucción de lo que quedaba del edificio del viejo hospital, dentro de un proyecto que también incluye la contigua iglesia de Santa María a Real. En el proyecto fue decisivo el entonces cura de O Cebreiro, Elías Valiña, que se iba a convertir en los años siguientes en el mayor animador español de la recuperación del Camino.
Asimismo, también en España, existe una capilla dedicada a San Giraldo en la población de Baión en Vilanova de Arousa, provincia de Pontevedra, en la ruta que realizan los peregrinos hacia Santiago de Compostela, por el denominado Camino Portugués.
También en España en  la provincia de Salamanca en Castilla y León,podemos encontrar en Ciudad Rodrigo el acueducto  de San Giraldo y el arroyo de San Giraldo.

## Veneración
Enterrado en la iglesia de la abadía, su tumba se convirtió en lugar de peregrinación; fue canonizado vox populi y declarado patrón de la Alta Auvernia. Veinte años después de su muerte, Odón de Cluny, que fue el tercer abad de Aurillac, escribió su biografía, convirtiendo Geraldo en un modelo de caballero cristiano.
Su festividad litúrgica es el 13 de octubre.